# Kot snowshoe
Kot snowshoe (inna nazwa: Silver Laces) – amerykańska rasa krótkowłosych kotów o charakterystycznych białych skarpetkach (stąd nazwa), powstała z krzyżowania kotów amerykańskich krótkowłosych i syjamów. Rasa ta jest rzadko spotykana na wystawach, nawet w swojej ojczyźnie. Mimo tego rasa snowshoe została uznana przez wiele stowarzyszeń, szczególnie przez TICA.

## Wygląd
Snowshoe łączą mocną budowę kotów amerykańskich krótkowłosych z wydłużonym ciałem syjamów. Także dzięki tym drugim, snowshoe są rasą z oznakami, ale, podobnie jak koty birmańskie, mają białe łapki. Dozwolony jest każdy kolor oznak, oczy są niebieskie. Budową ciała przypominają koty syjamskie starego typu.

## Charakter
Koty snowshoe są żywe, inteligentne i przyjacielskie, przywiązują się do swojego właściciela.